# Коукал сенегальський
Коука́л сенегальський (Centropus senegalensis) — вид зозулеподібних птахів родини зозулевих (Cuculidae). Мешкає в Африці.

## Опис

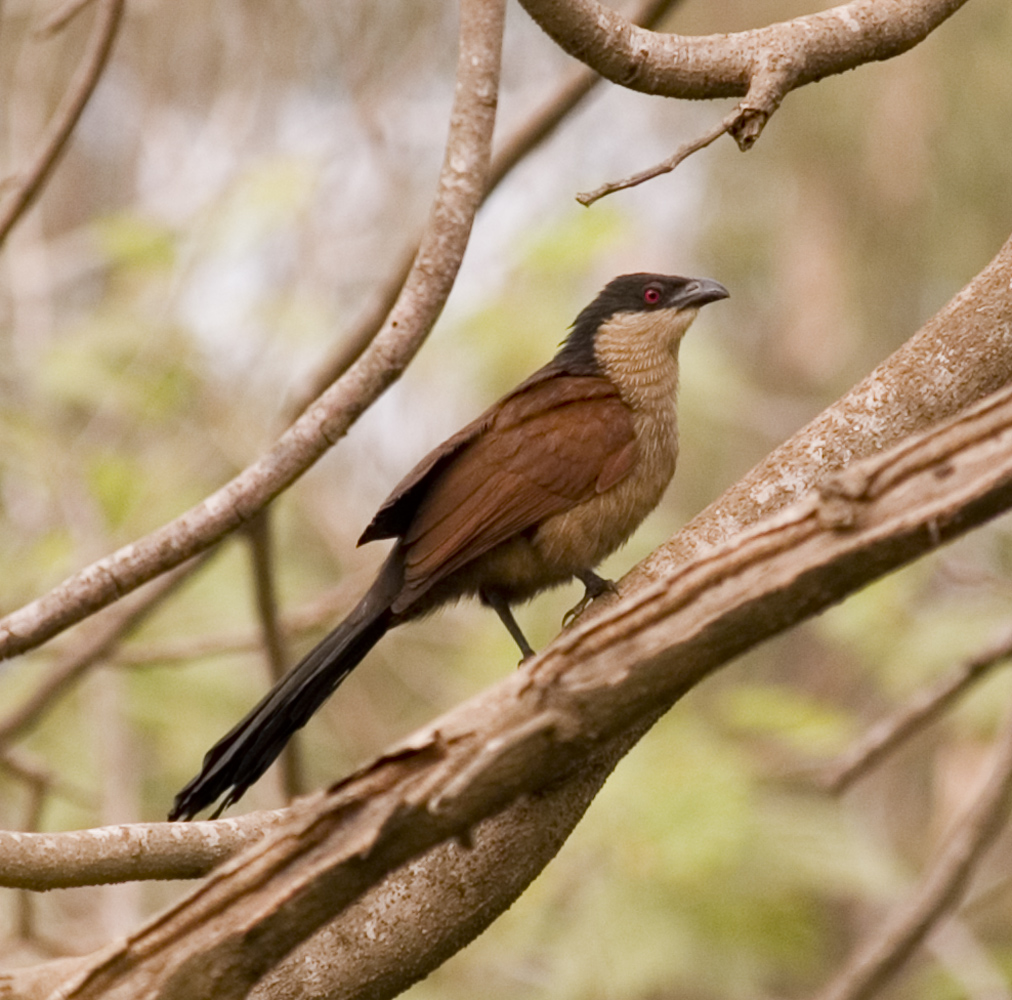
Сенегальський коукал (Сенегал)

Довжина птаха становить 35-41 см, враховуючи довгий хвіст. Голова і хвіст чорні, спина бура, крила іржасто-коричневі. Нижня частина тіла білувато-охриста, на боках чорнуваті смуги. Очі червоні, дзьоб міцний, чорний. Виду не притаманний статевий диморфізм. Молоді птахи мають більш коричневе забарвлення, сильно поцятковане охристими або рудувато-коричневими смугами.

## Підвиди
Виділяють три підвиди:
- C. s. aegyptius (Gmelin, JF, 1788) — Єгипет (дельта і долина Нілу на південь до Асуану);
- C. s. senegalensis (Linnaeus, 1766) — від Сенегалу і Гамбії на схід до Еритреї і північного Сомалі і на південь до північно-західної Анголи, півдня ДР Конго і Уганди;
- C. s. flecki Reichenow, 1893 — від східної Анголи до північно-східної Намібії і південно-західної Танзанії та на південь до Зімбабве.

## Поширення і екологія
Сенегальські коукали живуть в саванах, рідколіссях і чагарникових заростях, на вологих луках, зокрема на заплавних, на болотах, в очеретяних і папірусових заростях на берегах річок і озер. Ведуть переважно наземний спосіб життя, живляться комахами, іншими безхребетними і дрібними хребетними, яких вбивають ударом міцного дзьоба, розорюють гнізда дрібних пташок. Гніздо відносно велике, кулеподібне, робиться з листя, трави і стебел, розміщується в густих чагарниках, на висоті до 1,5 м над землею. В кладці від 2 до 4 яєць.